# Фодор, Джерри Алан
Дже́рри А́лан Фо́дор (англ. Jerry Alan Fodor; 22 апреля 1935 — 29 ноября 2017) — американский философ и психолингвист-экспериментатор. Автор многих работ по философии сознания и когнитивной науке, где среди прочего отразил основные идеи о модулярности сознания и гипотезу о языке мысли «ментализ». Является одним из наиболее влиятельных философов сознания конца XX — начала XXI века. Оказал значительное влияние на развитие когнитивной науки.

## Биография
Родился — 1935, Нью-Йорк, США
- 1956 — Бакалавр искусств и гуманитарных наук, Колумбийский Университет
- 1960 — докторская диссертация по философии, Принстонский университет (под руководством Хилари Патнэма)
- 1959—1986 — работа на факультете Массачусетского технологического института, Кэмбридж, Массачусетс
- 1986—1988 — профессор Городского университета Нью-Йорка
- С 1988 — профессор философии и когнитивных наук Ратгерского университета, Нью-Джерси

Кроме того постоянный автор London Review of Books
Являлся членом многих обществ
- Фи Бета Каппа (Phi Beta Kappa)
- Американская академия искусств и наук (American Academy of Arts and Sciences)

Являлся обладателем множества наград и званий:
- Почётный Член правления штата Нью-Йорк
- Член Общества Вудро Вильсона (Принстонский университет)
- Президент Общества Грина (Принстонский университет)
- Член Общества Фулбрайт (Оксфордский университет)
- Член Общества при Центре Углублённого Изучения Наук Поведения
- Член Общества Гуггенхайм

Как описывает Джерри Фодора его бывший коллега из Университета Рутгерса, философ Колин Макгинн: « …это настоящий джентльмен, склонный к великим дискуссиям. Он застенчив и говорлив одновременно… отменный полемист с довольно восприимчивой душой… …Появление Джерри Фодора на факультете Рутгерса замечено было немедленно, и по общему согласию мы признали, что это ведущий философ сознания в мире на сегодня».

## Посредническая роль ментальных репрезентаций
С 1975 г. Дж. Фодор опубликовал ряд статей, где выдвигает точку зрения о том, что ментальные репрезентации осуществляют все ментальные процессы человека; они, таким образом, являются ментальными посредниками, у которых имеются ключевые характеристики языка. Это «выливается» в новую гипотезу о возможном существовании языка мышления, как он сам его назвал «ментализ». Дж. Фодор выдвигает следующие тезисы:
- во-первых, «пропозициональные отношения реализуются через отношения внутри ментальных предложений, сформулированных на языке мышления субъекта»[6]. Считается, что поведение человека, его ментальные состояния определяются его суждениями и желаниями. «Ментализ» в разной степени развит у всех людей, но у каждого из нас есть определённый набор ментальных репрезентаций (некая система), похожая на естественно-языковую систему.

- во-вторых, психологически релевантные каузальные свойства пропозициональных отношений вытекают из синтаксических свойств ментальных предложений, реализующих данные отношения. У ментальных знаков есть определённые внутренние свойства. Отдельные предложения обладают собственными содержаниями, благодаря тому, что имеются отношения с внешним миром. Но два внутренних знака могут иметь абсолютно одинаковые внутренние свойства, а представлять разные репрезентации (например, картинки лошади и зебры).

- в-третьих, семантическое содержание пропозициональных отношений объясняется семантическими характеристиками ментального предложения. Семантические характеристики ментального предложения объясняются его синтаксической структурой и семантикой составляющих его элементов.

## Модулярное сознание
Наибольшую известность Дж. Фодору принесла книга о модулярности сознания, «Модулярность сознания», 1983 г. Считается, что её истоки идут от учений И. Канта и от теории Франца Йозефа Галля (конец XIX века), основателя направления френологии, полагавшего, что любая ментальная способность имеет выражение в строении мозга — имеется в виду, что определённые выступы на черепе человека говорят о его уме или, наоборот, глупости. Теория Ф.Дж. Галля была вскоре опровергнута. А вот теория Дж. Фодора о модулярности сознания получила должное развитие.
Данная статья стала в 1983 году действительно манифестом «нового подхода к пониманию когнитивной архитектуры» ; она вызвала бурные дискуссии, не утихающие по сей день. . Предположение Дж. Фодора заключалось в том, что он пересмотрел теорию Н. Хомского. Он заявил, что «специальность» речи — это не частный, а общий случай. Архитектурное строение познания представляет собой некую «мозаику множества параллельных и относительно автономных в функциональном отношении процессов, а совсем не организованное в единый механизм целое» . Последователи данного подхода сравнивают сознание со швейцарским ножом, где имеется все необходимое в одном предмете — это удобный универсальный инструмент, который можно использовать в разнообразных ситуациях.
Дж. Фодор подразделяет сознание на 3 специфичных, независимо функционирующих модуля: проводники, системы входа и центральные системы. Проводники занимаются тем, что преобразовывают данные в удобные форматы для обработки специфическими модулями, перцептивными системами — системами входа. На этом уровне происходит вычисление «параметров предметного окружения» . Получившиеся репрезентации обрабатываются центральными системами, занимающиеся деятельностью высших когнитивных процессов: формирование мнений и убеждений, принятие решений и планирование разумных действий. Мнение Дж. Фодора такова, что человеческая психика неоднородна по своей структуре, состоит (как описано выше) из блоков, каждому из которых предписана своя функция. Они все информационно «инкапсулированы» («informationally encapsulated»), то есть другие составные части сознания не могут ни влиять, ни оказывать какого-либо воздействия на внутреннюю работу модуля, только на выходные данные. Сами модули имеют доступ к информации лишь на низших уровнях процессов . Системы входа решают ограниченный класс задач. Центральные системы более универсальны; они открыты для интеграции, в них возможно построение любой мысли.
Дж. Фодор сформулировал 8 основных критериев для чёткой идентификации когнитивных модулей:
- узкая специализация — ограниченная область действия какого-либо модуля; например, если рассматривать зрение, то тут мы сможем найти действия по детекции края и движения, восприятие цвета и т. д.;

- информационная закрытость, или «инкапсулированность» — пример выражения можно рассмотреть в случае оптико-геометрической иллюзии Мюллера-Лайера;

- обязательность — неизменная обработка всех сигналов, поступающих на вход какого-либо модуля; невозможность остановки обработки или отказа от неё;

- высокая скорость — поскольку процессы, происходящие на модулях, являются вычислительными рефлексами;

- поверхностная обработка — все полученные на модулях данные являются поверхностными репрезентациями; это лишь «сырой» материал, который ещё предстоит обработать;

- биологическое происхождение — возможно, что похожие модули могут быть обнаружены у разных биологических видов.

- селективность выпадений — в работе отдельно взятом модуле могут происходить нарушения, однако на работу других модулей это повреждение не влияет.

- фиксированность нейроанатомических механизмов — у каждого есть своё собственное место.

По мнению Бориса Величковского, 3 последних признака «оказали … особое влияние на переориентацию всего комплекса когнитивных исследований»
В работе «Modularity of Mind» («Модулярность сознания»), 1983, Дж. Фодор подтверждает точку зрения, что восприятие непознаваемо. До этого считалось (как считается и сейчас), что «восприятие насыщается познанием» , что люди видят и ощущают то, что они готовы увидеть, что многое из того, что люди ощущают, обусловлено многими факторами (в частности экономическими и социальными). Люди полагали, что «вся наша метафизика определяется структурой языка, на котором мы говорим» . Дж. Фодор подобную точку зрения называет «релятивистским холизмом», такая точка зрения позволяет рассмотреть объект исследования только изнутри, одним целым, и никак иначе. Дж. Фодор открыто не принимает релятивизм, и эта ненависть просматривается через все его работы, поскольку учёный не приемлет фиксированности человеческой природы:
«Я ненавижу релятивизм больше, чем что бы то ни было… …я думаю, что релятивизм — это, очевидно, ложная теория . То, что он упускает из виду — это, грубо говоря, неизменная структура человеческой природы. Но в когнитивной психологии заявление о том, что структура человеческой природы неизменна, традиционно принимает форму утверждения о гетерогенности познавательных механизмов и жёсткости организации познания, которая содействует их инкапсуляции. Если существуют модули и способности, значит не все воздействует на все, не все пластично. Чем бы ни было это Все, в нем содержится, по крайней мере, больше, чем Один элемент» (Дж. Фодор).

## Спор Дж. Фодора с С. Пинкером
После выхода книги известного американского психолингвиста, ученика Н. Хомского, Стивена Пинкера «Как работает мозг», Дж. Фодор написал книгу с открыто «антипинкеровским» названием «Мышление работает не так», где на примере модулярности мозга он пишет о том, что человеческий мозг гораздо лучше развит, нежели мозг высших приматов, и ставит вопрос: может быть, это произошло не благодаря эволюции, а из-за случайного мутационного изменения, которое и «спровоцировало» такое бурное развитие человеческого мозга?
Для Дж. Фодора мышление, несмотря на огромный накопленный материал, всё же остаётся непостижимой загадкой человечества, и что в нем является главным, также неопределённо. Поэтому этого учёного порой называют «новым мистиком от психологии».
Мозг «собран» из независимых модулей мозга, каждый из которых обрабатывает только специализированную информацию. Подобная система устроена достаточно сложно, и если мозг действительно действует по вышеописанному признаку, то все модули никак не могли образоваться из-за одной мутации. Дело здесь в эволюции.
Следуя концепции Дж. Фодора о модулярности сознания, каждый модуль мозга обрабатывает только специализированную информацию. Значит, все эти модули не могли образоваться в один мозг только в результате одной мутации — скорее всего, только длительный процесс эволюции является причиной этого.
Когда книга Дж. Фодора только вышла, много спорили по данному вопросу. Уже сегодня появились экспериментальные факты подтверждающие, что именно эволюция была причиной. На одной из конференций по человеческому геному, генетик Сванте Пааво рассказал об одном своем исследовании на выявление различий между человеческими генами и генами шимпанзе и макак. Отличия оказались ничтожно малыми: около 1,3 процента. Но активность различных генов оказалась достаточно вариативна; если, допустим, в клетках печени различия не сильно заметны, то именно в мозге гены человека, шимпанзе и макаки работают по-разному. Факты, предоставленные исследователем Сванте Пааво, подтверждают мнение Дж. Фодора о том, что модулярность мозга — сложная задача для одной мутации в одном каком-нибудь гене. Это были долгие и постепенные изменения во многих генах, в результате чего сейчас мы имеем огромные отличия мозга человека от обезьяннего.

## Взгляды на эволюцию
Дальнейшее развитие взглядов Фодора на эволюцию отражено в книге What Darwin Got Wrong (2010), его совместной работе с биологом Массимо Пиателли-Пальмарини. Авторы называют нео-дарвинистов «огорчительно некритичными» и говорят, что теория эволюции Дарвина «переоценивает вклад, который делает среда обитания в формирование фенотипа вида, и, соответственно, недооценивает влияние эндогенных переменных.» Эволюционный биолог Джерри Койн назвал эту книгу «глубоко ошибочной критикой естественного отбора» и «такой же биологически неосведомлённой, как и вычурной.» Философ биологии Александр Розенберг критиковал Фодора за неправильное понимание механизма естественного отбора, отмечая что «когда философ пытается поставить под сомнение прочно укрепившуюся научную теорию на чисто априорной основе, то проблема не в теории, а в философе.»

## Критика
Однако идеи Фодора не остались незамеченными и нашли как своих сторонников, так и противников.
Например, в 1981 году, Дэниел Деннет выдвинул контраргумент по поводу подсознательного поведения человека — то, что прямые репрезентации не являются необходимыми для объяснения пропозициональных отношений. Мы часто предписываем многим объектам человеческие возможности, «очеловечивая» их, но ведь мы на самом деле не считаем, что компьютер действительно «думает» или «полагает», когда решает какую-нибудь задачу. На языке «ментализ» мы также не сумеем осмыслить («одумать») какую-нибудь идею.
В 1984 году Саймон Блэкбёрн в одной из статей предложил такую идею: Дж. Фодор объясняет изучение естественных языков в качестве подтверждающего процесса «языка мысли», или «ментализ», и это, таким образом, оставляет открытым вопрос того, почему же «язык мысли» («ментализ») сам по себе не считается языком, требующим ещё и другой более фундаментальной репрезентативной основы, в которой формируются и подтверждаются гипотезы о том, что «менталезе» может быть изучен.
Дж. Фодор заявил в ответ, что «ментализ» уникален именно в том, что не должен быть выучен посредством родного языка, поскольку является врождённым.
Естественно, нашлись также и лингвисты, спорящие с Фодором по другим вопросам. Кейт Бах обвиняла Фодора за то, что он критикует лексическую семантику и многозначность, отрицает наличие лексических структур у таких общих английских глаголов как get, keep, make и put. Он также «скидывает» в общую кучу концептов такие понятия, как BACHELOR (холостяк), EFFECT (эффект), ISLAND (остров), TRAPEZOID (трапеция), VIXEN (лисица), WEEK (неделя) как примитивные, врождённые и неанализируемые, поскольку по мнению Дж. Фодора, они попадают в категорию, которую он называет «лексическими концептами». Для их определения в языке требуется всего лишь одно слово. В чём же с Фодором спорит К. Бах? Она считает, что, напротив, эти концепты не могут «вмещать» в себя одно понятие. Например, «холостяк» — это соединение «мужчина» и «одинокий»; «лисица» — «самка» и «лиса» и так далее.

## Основные работы
- The Structure of Language (with J.Katz), Prentice Hall, 1964, ISBN 0-13-854703-3.
- Psychological Explanation, Random House, 1968, ISBN 0-07-021412-3.
- The Psychology of Language (with T.Bever and M.Garrett), (with T.Bever and M.Garrett), McGraw Hill, 1974, ISBN 0-394-30663-5.
- The Language of Thought, Harvard University Press, 1975, ISBN 0-674-51030-5.
- Representations; Essays on the Foundations of Cognitive Science, Harvest Press (UK) and MIT Press (US), 1979, ISBN 0-262-56027-5.
- The Modularity of Mind: an Essay of Faculty Psychology, MIT Press, 1983, ISBN 0-262-56025-9.
- Psychosemantics: The Problem of Meaning in the Philosophy of Mind, MIT Press, 1987, ISBN 0-262-56052-6.
- A Theory of Content and Other Essays, MIT Press, 1990, ISBN 0-262-56069-0.
- Holism: a Shopper’s Guide(with E.Lepore), Blackwell, 1992.
- Holism: a Consumer Update(with E.Lepore), Grazer Philosohische Studien, Vol 45. Rodopi, Amsterdam, 1993, ISBN 90-5183-713-5.
- The Elm and the Expert, Mentalese and Its Semantics, MIT Press, 1994, ISBN 0-262-56093-3.
- Concepts; Where Cognitive Science Went Wrong, Oxford University Press, 1998, ISBN 0-19-823636-0. ((PDF book))
- In Critical Condition, MIT Press, 1998, ISBN 0-262-56128-X.
- The Mind Doesn’t Work This Way; The Scope and Limits of Computational Psychology, MIT Press, 2000, ISBN 0-262-56146-8.
- The Compositionality Papers (with E.Lepore), Oxford University Press, 2002, ISBN 0-19-925216-5.
- Hume Variations, Oxford University Press, 2003, ISBN 0-19-928733-3.